# Goražde
Goražde é uma cidade  e município da Bósnia e Herzegovina. Encontra-se no cantão de Podrinje Bosnio, dentro do território da Federação da Bósnia e Herzegovina.
Com uma população de ao redor de 25.000 habitantes antes da guerra de Bósnia (1992-1995), Gorazde após a limpeza étnica do 1992 executada na Bósnia oriental por parte das forças sérvias, fica como um dos três enclaves de maioria bosníaca da Bósnia oriental e depois da tomada por forças serbobosnias das zonas previamente desmilitarizadas de Zepa e Srebrenica ficou como o único enclave não ocupado. Encontra-se unido ao resto da Federação da Bósnia e Herzegovina por um corredor territorial que passa entre as zonas da entidade República Srpska (República Sérvia da Bósnia).

## Demografia
No ano 2009 a população da municipalidade de Goražde era de 30 264 habitantes. A superfície do município é de 248,8 km2, e a densidade de população é de 122 habitantes por quilômetro quadrado.